# Druhá alija
Druhá alija byla pravděpodobně nejvýznamnější a nejvlivnější židovská imigrační vlna, během které do osmanské Palestiny přišlo v letech 1904 až 1914 přibližně 40 000 Židů vedených socialisticko–sionistickými ideály, hlavně z území dnešního Ruska a Polska, částečně též z Jemenu. Hlavní příčinou této aliji byl mimořádný nárůst antisemitismu v carském Rusku a pogromy v pásu osídlení (zejména pak Kišiněvský pogrom v roce 1903 a pogromy po neúspěšné ruské buržoazní revoluci v roce 1905).
Nástup nové imigrační vlny předznamenal první politický kongres palestinských Židů, takzvaná ha-Knesija ha-erecjisra'elit, konaný v srpnu 1903 v obci Zichron Ja'akov za účasti 67 delegátů. Sjezd inicioval Menachem Usiškin. Jeho výsledkem bylo odmítnutí takzvaného ugandského plánu (návrh na zřízení židovské vlasti v Africe). Palestinští Židé tímto sjezdem vystoupili jako samostatný politický aktér. Usiškin v této době zformuloval filozofické obrysy druhé alije své svém spisu Náš program.
Během této aliji byly do Palestiny „přivezeny“ všechny ideologie, které jsou dnes v Izraeli přítomné (socialistické, ortodoxní atp.). Přestože druhá alija v mnoha ohledech přispěla k židovskému osídlení Palestiny, je mnohými pokládána za selhání, neboť téměř polovina imigrantů Palestinu opustila když vypukla první světová válka.

## Charakter
Lidé, kteří přišli v druhé aliji, byli převážně idealisté inspirovaní revolučními ideály v Ruském impériu, kteří se v Palestině snažili vytvořit společný zemědělský systém (založili kibucnické hnutí). První kibuc Deganja Alef založili v roce 1909. Mimo zemědělské osady byly zakládány i městské osady; v roce 1909 byl poblíž Jaffy založen Tel Aviv.
Této aliji je připisována zásluha za obrození hebrejštiny a ukotvení tohoto jazyka jako každodenní jazyk v Palestině. Tomu významně přispěl Eliezer Ben Jehuda, který v roce 1908 vytvořil první slovník moderní hebrejštiny.
Imigranti druhé aliji založili mnoho institucí a sociálních a politických organizací v jišuvu; mimo jiné obrannou organizaci ha-Šomer, která se stala předchůdkyní budoucí židovské obranné organizace Hagana, dále Histadrut a první zdravotní a sociální organizace. V roce 1905 byla založena první hebrejská střední škola na území Palestiny – gymnázium Herzlija, v Tel Avivu. V roce 1912 byl položen základní kámen Technologického institutu Technion, který byl dokončen v roce 1924.